# Oštra Luka
Oštra Luka (v srbské cyrilici Оштра Лука) je obec a sídlo opštiny v Republice srbské, v Bosně a Hercegovině. Nachází se v západní části země, v blízkosti města Sanski Most. Obec, která se táhne podél řeky Sany vznikla po podpisu Daytonské smlouvy z části území města Sanski Most, které připadlo Republice srbské. Má 2 389 obyvatel, většina je srbské národnosti.
Původně nesla název Srbský Sanský Most (srbsky Српски Сански Мост/Srpski Sanski Most) ale v souvislosti s rozhodnutím Ústavního soudu Bosny a Hercegoviny, který jej uznal v roce 2004 za protiústavní, musel být změněn. Odtud pochází současný název Oštra Luka.